# امیرتیمور پورتراب
امیرتیمور پورتراب (۱۵ شهریور ۱۳۰۸ – ۲ مرداد ۱۴۰۲)، موسیقی‌دان و مُدرس موسیقی اهل ایران بود.

## زندگی هنری
امیرتیمور پورتراب در سال ۱۳۰۸ در تهران متولد شد. موسیقی را از کودکی و با تعلیمات برادر بزرگش مصطفی کمال پورتراب آغاز کرد. از کلاس ششم ابتدایی به هنرستان موسیقی راه یافت و نزد علی‌نقی وزیری به نواختن تار پرداخت. نواختن ساز ابوا را نزد «یارو سلاوبندلچیک» نوازندهٔ اهل چکسلواکی آغاز کرد. پس از آن ساز ویلن را برگزید و از کلاس‌های سرژ خوتسیف، «لوئیجی پازاناری» و حشمت سنجری بهره برد و به عنوان نوازندهٔ ویولا همکاری خود را با ارکستر هنرستان موسیقی آغاز کرد. او از سال ۱۳۳۵ به استخدام وزارت فرهنگ و هنر درآمد و به عنوان نوازنده ویولا در ارکسترسمفونیک تهران مشغول به کار شد و تا زمان بازنشستگی در سال ۱۳۵۶ به این همکاری ادامه داد.
پورتراب مدتی در ارکستر باله و اپرا به نوازندگی و در هنرستان موسیقی ملی به تدریس ویلن پرداخت. وی در هنرستان عالی موسیقی به تدریس تئوری موسیقی و سلفژ اشتغال داشت. او گروه آلتوی ارکستر مجلسی هنرستان موسیقی را راه اندازی کرد و سال‌ها به تدریس ساز ویولا، ویلن و پیانو پرداخت.

### فعالیت‌های هنری
از فعالیت‌های هنری امیرتیمور پورتراب می‌توان به:
نوازندگی در ارکستر سمفونیک تهران، نوازندگی در ارکستر اپرا، نوازندگی در ارکسترهای رادیو مانند ارکستر گل‌ها، تدریس در هنرستان موسیقی، تدریس در مدرسه هنر و ادبیات صدا و سیما، رهبری ارکستر مدرسه هنر و ادبیات صدا و سیما اشاره کرد.